# دی‌سدیم متیل آرسنات
دی‌سدیم متیل آرسنات (به انگلیسی: Disodium methyl arsenate) با فرمول شیمیایی CH۳AsNa۲O۳ یک ترکیب شیمیایی با شناسه پاب‌کم ۸۹۴۷ است که جرم مولی آن ۱۸۳٫۹۳ g/mol می‌باشد. این ترکیب محلول در آب و یک جامد بی‌رنگ است که از اسید متانارسونیک به دست می‌آید و از آن به‌عنوان علف‌کش استفاده می‌شود. 